# Praia Morena
Praia Morena är en strand i Angola.   Den ligger i provinsen Benguela, i den västra delen av landet, 400 kilometer söder om huvudstaden Luanda.
Trakten runt Praia Morena är ofruktbar med lite eller ingen växtlighet. Runt Praia Morena är det ganska glesbefolkat, med 24 invånare per kvadratkilometer.